# 反響言語

反響言語（はんきょうげんご）は、他者が話した言語を繰り返して発声すること。反響動作の一種で、エコラリア（英: Echolalia、ギリシャ語で「繰返し」を意味するἠχώ(echo)と、「話す」を意味するλαλιά(lalia)から）とも呼ばれる。

## 関連する障害等
反響言語は自閉症スペクトラムの児童において前言語期および言語獲得期に典型的に見られる。このほか、発達障害、トゥレット障害、失語症、ルビンシュタイン・テイビ症候群、統合失調症、アスペルガー症候群、アルツハイマー病などに見られる。多くの場合、この現象は収まっていく。また、しばしば視覚障害児にもみられる。不随意に反響言語が現れる場合には、チック症の一種であると考えられる。
脳卒中（前頭葉障害）のあとにも観察されている。

## 2種類の反響言語
例えば、母親から「晩御飯に何を食べたい?」と訊かれた子が「晩御飯に何を食べたい?」と鸚鵡返しに答えることを即時性反響言語（即時エコラリア）という。これに対し、自閉症の児童がテレビCMの気に入ったフレーズや親からの叱責の言葉などを、時間が経ってからも状況に関わらず繰り返し話すことを遅延性反響言語（遅延エコラリア）という。後者には、肯定的な気持ちを表したり、自らの行動を制御するなど7種類の類型がある。D.M.Ricksの研究によれば、3~5歳の自閉症児は録音された自らの発声のみを模倣し、大人や他の自閉症児の発声は無視する傾向がある。精神科医レオ・カナーは、「周囲からは意味不明に思える言語仕様であっても、本人にとってはその言葉を覚えたときの特定の事物や場面と結びついており、聴き手がその個人的な体験にたどりつければ、なぜその言葉を選ぶのか理解することができる」と述べている。

## 失語症状としての反響言語
脳の損傷により、意味理解を伴わずに聞いた語や文をオウム返しに発話する言語症状が見られる。自動性反響言語(automatic echolalia)は強迫的に自動的な繰り返しが生じる発話(例えば、「あなたのお名前は？」と聞かれて「あなたのお名前は？」と答える)をいい、超皮質性運動失語や、混合性超皮質性失語に見られることが多い。一方、反問性反響言語、あるいは減弱性反響言語は、相手の質問などを繰り返しては言うが、多少変更や装飾があるものをいい（例えば、「あなたのお名前は？」と聞かれて「私のお名前は〜です」と答える）、超皮質性感覚失語に見られることが多い。